# جوزيف إزرائيل
جوزيف إزرائيل (بالإنجليزية: Joseph Israel)‏ هو موسيقي أمريكي، ولد في 10 أكتوبر 1977 في تلسا في الولايات المتحدة، وتوفي في 2 مارس 2018.

## وصلات خارجية
- الموقع الرسمي
- جوزيف إزرائيل على موقع ميوزك برينز (الإنجليزية)
- جوزيف إزرائيل على موقع أول ميوزيك (الإنجليزية)
- جوزيف إزرائيل على موقع ديسكوغز (الإنجليزية)